# Ihar Fisienka
Ihar Walancinawicz Fisienka (biał. Ігар Валянцінавіч Фісенка, ros. Игор Валентинович Фисенко, Igor Walentinowicz Fisienko; ur. 9 czerwca 1970 w Moskwie) – białoruski dyplomata, przedstawiciel Białorusi przy UNESCO.

## Życiorys
Urodził się 9 czerwca 1970 roku w Moskwie, w Rosyjskiej FSRR, ZSRR. W 1993 roku ukończył Moskiewski Państwowy Instytut Stosunków Międzynarodowych ze specjalnością „prawoznawstwo”. Posiada stopień kandydata nauk prawnych (odpowiednik polskiego stopnia doktora). W latach 1992–1994 pracował jako konsultant, wiodący specjalista Urzędu Zabezpieczenia Prawnego Stosunków Zewnętrznych Ministerstwa Sprawiedliwości Republiki Białorusi. Od 1994 do 1995 roku był drugim sekretarzem Urzędu Umowno-Prawnego MSZ Białorusi. W latach 1995–1999 pełnił funkcję naczelnika działu Urzędu Umowno-Prawnego MSZ. Od 1999 do 2001 pracował jako zastępca naczelnika tego Urzędu. W latach 2001–2005 był radcą-wysłannikiem Ambasady Białorusi w Belgii i zastępca Stałego Przedstawiciela Białorusi przy Wspólnotach Europejskich i NATO. Od 2005 do 2008 pełnił funkcję naczelnika Urzędu Organizacji Międzynarodowych MSZ.
W latach 2008–2013 był ambasadorem Białorusi w Egipcie i jednocześnie w Sudanie, Omanie i Algierii oraz stałym przedstawicielem Białorusi przy Lidze Państw Arabskich. Od 2013 do 2018 pracował jako naczelnik Głównego Urzędu Konsularnego MSZ. Od 2019 roku pełnił funkcję ambasadora Białorusi we Francji i jednocześnie w Portugalii i Monako. 12 listopada 2021 roku został zwolniony przez Łukaszenkę ze stanowiska Ambasadora Nadzwyczajnego i Pełnomocnego Białorusi we Francji, Monako i Portugalii. Jednocześnie Ihar Fisienka zachował uprawnienia stałego przedstawiciela Białorusi przy UNESCO.
Posługuje się językami białoruskim, rosyjskim, angielskim i francuskim.

## Życie prywatne
Ihar Fisienka jest żonaty, ma dwóch synów.